# Marózka
Marózka – rzeka, lewobrzeżny dopływ Łyny o długości 45,22 km.
Rzeka wypływa z jeziora Gardejki, a następnie płynie przez jeziora: Lubień, Mielno, Maróz, Pawlik, Święte Jezioro. Płynie przez tereny gmin Dąbrówno, Nidzica, Grunwald, Olsztynek, przepływa przez Zybułtowo, Mielno, Waplewo, Swaderki i Kurki. Uchodzi do jeziora Kiernoz Wielki, przez które przepływa Łyna.
Liczne zbiorniki na terenie zlewni to między innymi: Borówko, Bujaki, Jezioro Gąsiorowskie, Jezioro Luteckie, Niskie Jezioro, Jezioro Myślica, Poplusz Wielki, Pluszne, Staw, Jezioro Tymawskie, Wysokie Jezioro.
Zlewnia zbudowana jest z piasków, miejscami z domieszką żwirów i gliny zwałowej oraz piasków i żwirów wodno-lodowcowych. Przeważają gleby płowe i gleby brunatne wyługowane, charakteryzujące się średnią przepuszczalnością. W części południowej rzeki przeważają grunty orne, w części północnej – lasy. Na rzece znajduje się Mała Elektrownia Wodna Kurki.